# Fringilla
Fringilla é um pequeno grupo de fringilídeos, o único género que compõe a subfamília Fringillinae. Os pássaros granívoros deste género são vulgarmente designados tentilhões.

## Espécies
- Fringilla coelebs Linnaeus, 1758
- Fringilla spodiogenys Bonaparte, 1841
- Fringilla moreletti Pucheran, 1859
- Fringilla maderensis Sharpe, 1888
- Fringilla canariensis Vieillot, 1817
- Fringilla polatzeki Hartert, 1905
- Fringilla teydea Webb, Berthelot & Moquin-Tandon, 1836
- Fringilla montifringilla Linnaeus, 1758